# Une femme ou deux
Pour plus de détails, voir Fiche technique et Distribution.
Une femme ou deux est un film français réalisé en 1985 par Daniel Vigne.

## Synopsis
Julien Chayssac, un paléontologue, découvre une femme fossile de deux millions d'années. Une fondation américaine y est intéressée et désire financer de nouvelles fouilles. La directrice, Madame Heffner, doit arriver, mais après un énorme quiproquo, c'est Jessica Fitzgerald, une publicitaire, qui prend sa place afin de lancer un nouveau parfum.

## Fiche technique
- Titre : Une femme ou deux
- Réalisation : Daniel Vigne, Assisté de Michel Debats
- Scénario : Élisabeth Rappeneau et Daniel Vigne
- Musique : Kevin Mulligan, Toots Thielemans et Evert Verhees
- Photographie : Carlo Varini
- Montage : Marie-Josèphe Yoyotte
- Production : René Cleitman et Philippe Dussart
- Société de production : Hachette Première, Philippe Dussart, FR3 Cinéma et DD Productions
- Société de distribution : Hachette Première (France)
- Pays de production :  France
- Genre : comédie romantique
- Durée : 91 minutes
- Date de sortie : 
  - France : 6 novembre 1985

## Distribution
- Gérard Depardieu : Julien Chayssac
- Sigourney Weaver : Jessica Fitzgerald
- Michel Aumont : Pierre Carrière
- Ruth Westheimer : Mrs. Heffrner
- Zabou Breitman : Constance Michaux
- Jean-Pierre Bisson : Gino Grimaldi
- Yann Babilée : Alex Grimaldi
- Maurice Barrier : le maire
- Robert Blumenfeld : Patrick
- Michael Goldman : le PDG de Maxwell International
- Adrian Howard : l'assistante de Patrick
- Tanis Vallely : Zoé
- Jean-Quentin Chatelain : Homère
- Axel Bogousslavsky : Antoine
- André Julien : le vieux
- Jean-Paul Muel : Marc
- Mathé Souverbie : une académicienne